# Estación de Aldgate East
Aldgate East es una estación del metro de Londres situada en el barrio de Whitechapel en el distrito Tower Hamlets de Londres.
La estación se encuentra dentro de la Zona de trasbordo 1, en la línea de Hammersmith & City entre las estaciones de la Calle Liverpool y Whitechapel y en la línea District Line entre las estaciones de Tower Hill y Whitechapel.
La estación original de Aldgate East se abrió como parte de la expansión hacia el Este con la Metropolitan District Railway (ahora District Line) y hacia el Oeste con la estación de Aldgate. Sin embargo, al construir la curva que uniría las dos estaciones en dirección este, la curva fue excepcionalmente cerrada debido a la presencia de la estación de Aldgate East, donde la vía debía ser recta. Por lo tanto, en la década de 1940, tuvo que ser ligeramente rectificada respecto a los planos originales hacia el Este de su actual ubicación.
El 7 de julio de 2005, Aldgate East sufrió una serie de ataques terroristas en Londres. En la propia estación fallecieron un total de siete personas.
- Datos: Q1431064
- Multimedia: Aldgate East tube station / Q1431064